# Щавель курчавый
Щаве́ль курча́вый (лат. Rúmex críspus) — травянистое растение, вид рода Щавель (Rumex) семейства Гречишные (Polygonaceae).
Растёт как сорняк на лугах и окраинах полей, по берегам рек, ручьёв, канав, около дорог, возле жилья.

## Ботаническое описание
Многолетнее травянистое растение.

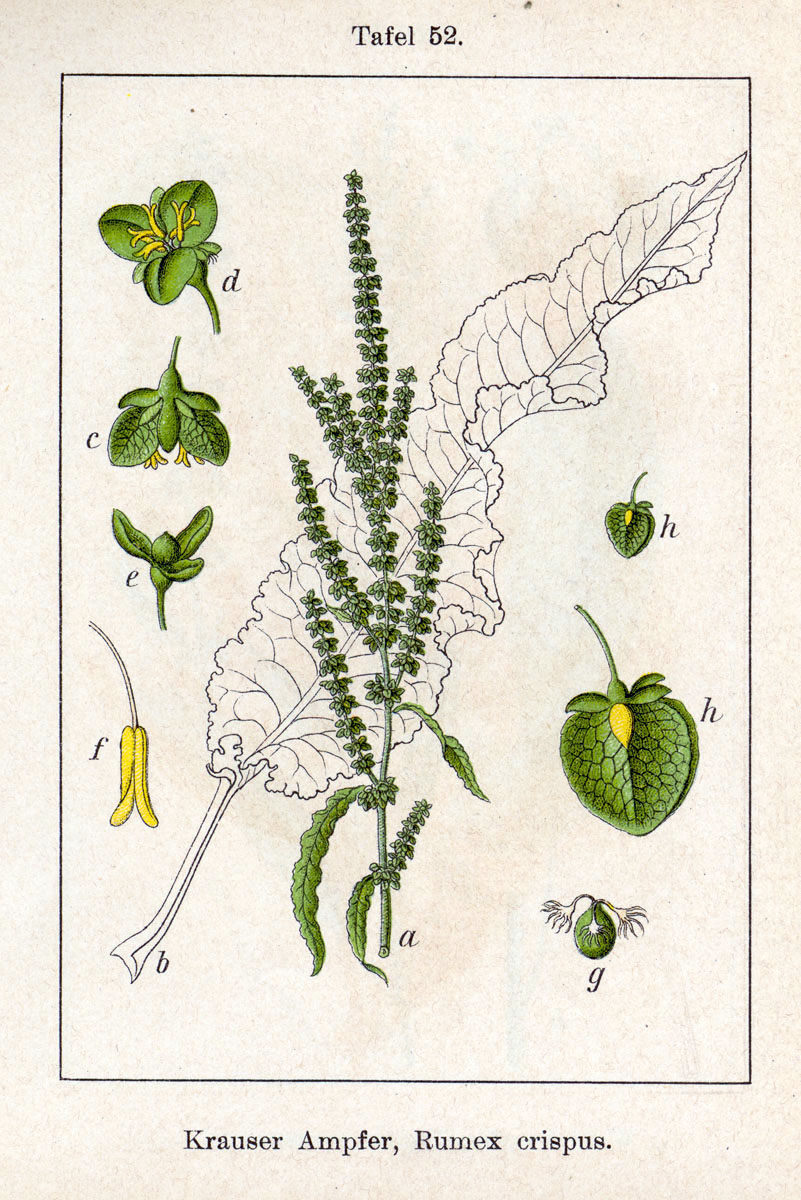

Корень стержневой, длинный; бурый, на изломе жёлтый. На дренированных почвах корни проникают на глубину до 1 метра.
Стебель прямостоячий, высотой 50—120 см, бороздчатый, голый, красноватого цвета.
Листья ланцетные, острые, по краям курчавые, длиной 15—20 см. Нижние листья тупые или слегка сердцевидные.
Цветки обоеполые, мелкие, красноватого или зелёного цвета, собраны в длинную (до 60 см), узкую, густую метёлку. Цветёт в июне — июле.
Плод — трёхгранный орешек, заключённый между разросшимися долями околоцветника.
Цветёт с июня по август, плодоносит в августе — сентябре.

## Распространение и экология
На лугах размножается исключительно семенами. На пашне может размножаться отрезками корневищ, образующимся при обработке почвы. Данные о способности корней давать корневые отпрыски, по видимому ошибочны.
Семенная продуктивность высокая. Одно растение приносит до 5000 семян. Всхожесть семян 84—100 %. Переменная температура и свет благоприятно влияют на прорастанию семян. В опытах после 50-летнего нахождения в почве они сохраняли всхожесть на 52 %, а после 60-летнего на 4 %. Максимум прорастания семян на глубине 0,5 см, а на глубине более 5 см не прорастают.

## Химический состав
Корни содержат антрагликозиды, хризофановую и брассидиновую кислоты, дубильные вещества (4—11 %), смолы, железо, щавелево-кальциевую соль, витамин K.
Листья содержат 112—272 мг % аскорбиновой кислоты на сырое вещество, по другим источникам до 192 мг %. Содержание аскорбиновой кислоты в затенённых местах меньше, чем на освещённых солнцем. По анализу одного образца в надземных частях содержится 9,3 % золы которая содержит (в %) : 21,93 кальция, 7,4 хлора, 4,5 кремния, 5,0 натрия. Корневища содержат 4,3—5,5 % дубильных веществ.

## Значение и применение
По наблюдениям в Казахстане крупным и мелким рогатым скотом, лошадьми не поедался; верблюдами поедался лучше, но ниже удовлетворительного. Плохая поедаемость лошадьми и другим крупно рогатым скотом отмечены и в других районах. Хорошо поедается свиньями. Семена хорошо поедаются домашней птицей и рябчиком.
По наблюдениям на лугах Северного Кавказа отношение к выпасу меняется в зависимости от условий произрастания. На сухих местах переносит выпас плохо, на влажных выносит выпас значительной интенсивности.
Листья употреблялись для салатов и как суррогат табака.
Водные экстракты из семян считались ценным средством против диареи у людей, телят и поросят.
Корневище пригодно для дубительния. В сухом виде дубильные веществ содержат 4,2 % оксиметилантрахинонов, которые обладает слабительными свойствами.
Сильная корневая система, легко регенерирующая при разрезании на части, делает щавель курчавый трудно искореняемым сорняком.

## Классификация

### Таксономия
- Rumex crispus L., 1753, Sp. Pl. : 335

Вид Щавель курчавый включается род Щавель (Rumex) семейства Гречишные (Polygonaceae) порядка Гвоздичноцветные (Caryophyllales) последовательно входящего в клады Суперастериды → Эвдикоты → Цветковые растения. Таксономическая схема в соответствии с Системой APG IV по состоянию на декабрь 2023 года:
|  |                          |  |                                   |                                   |                     |  | еще 40 семейств | еще 40 семейств |                     |  |                         |  | еще 151 подтвержденныйх видов и 494 вида в статусе "неподтвержденных" | еще 151 подтвержденныйх видов и 494 вида в статусе "неподтвержденных" |  |
|  |                          |  |                                   |                                   |                     |  | еще 40 семейств | еще 40 семейств |                     |  |                         |  | еще 151 подтвержденныйх видов и 494 вида в статусе "неподтвержденных" | еще 151 подтвержденныйх видов и 494 вида в статусе "неподтвержденных" |  |
|  |                          |  |                                   | порядок Гвоздичноцветные          |                     |  |                 |                 | род Щавель          |  |                         |  |                                                                       |                                                                       |  |
|  |                          |  |                                   | порядок Гвоздичноцветные          |                     |  |                 |                 | род Щавель          |  | 3 внутривидовых таксона |  |                                                                       |                                                                       |  |
|  | клада Цветковые растения |  |                                   |                                   | семейство Гречишные |  |                 |                 | вид Щавель курчавый |  |                         |  |                                                                       |                                                                       |  |
|  | клада Цветковые растения |  |                                   |                                   |                     |  |                 |                 |                     |  |                         |  |                                                                       |                                                                       |  |
|  |                          |  | ещё 63 порядка цветковых растений | ещё 63 порядка цветковых растений |                     |  |                 | еще 60 родов    | еще 60 родов        |  |                         |  |                                                                       |                                                                       |  |
|  |                          |  |                                   | ещё 63 порядка цветковых растений |                     |  |                 |                 | еще 60 родов        |  |                         |  |                                                                       |                                                                       |  |

### Внутривидовые таксоны
- Rumex crispus subsp. crispus
- Rumex crispus subsp. littoreus (Hardy) Akeroyd
- Rumex crispus subsp. uliginosus (Le Gall) Akeroyd

### Синонимы
- Lapathum crispum Garsault
- Lapathum crispum Scop.
- Rumex odontocarpus (Sándor ex Borbás) Borbás